# 上前頭溝
上前頭溝（じょうぜんとうこう、英: Superior frontal sulcus）は、大脳の前頭葉にある脳溝のひとつ。上前頭溝より上は上前頭回、下は中前頭回と呼ばれる。

## 参考画像

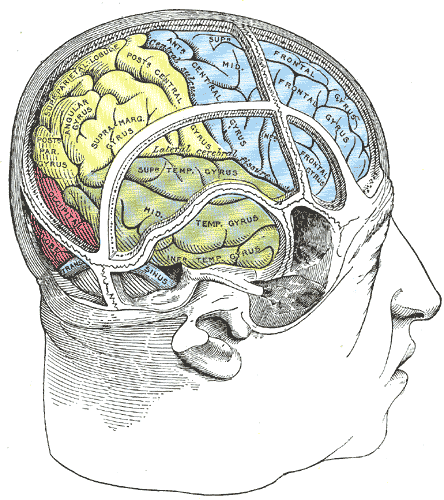
脳と頭蓋骨の関係を示した図
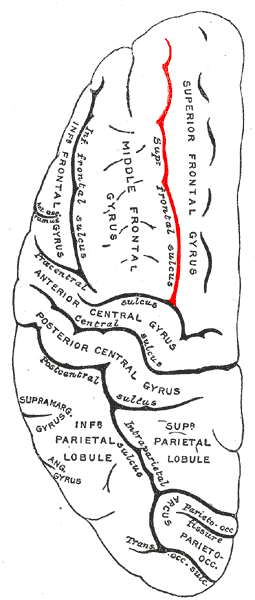
ヒトの左大脳半球の外側面を上から見た図。赤色で示す所が上前頭溝。